# Charles Léandre
Pour les articles homonymes, voir Léandre.

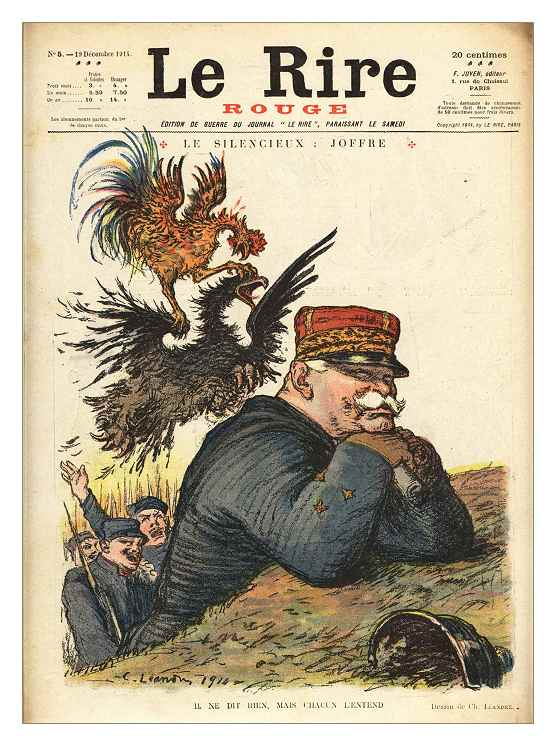
Caricature de Charles Léandre pour Le Rire (19 décembre 1914).

Charles Lucien Léandre, né le 23 juillet 1862 à Champsecret et mort le 24 mai 1934 à Paris, est un illustrateur, lithographe, caricaturiste, dessinateur, sculpteur et peintre français.

## Biographie

' A l'eau! A l'eau! (1895), Palm Beach (USA), Collection David E. Weisman et Jacqueline E. Michel.

Charles Léandre est le fils d’un officier de carrière, originaire de Saint-Front, qui fut maire de Champsecret jusqu’à sa mort accidentelle à l’âge de soixante ans, en 1868. Élève très moyen au collège, la seule discipline en laquelle il se distingue est le dessin:29. Ses parents aspirent pour lui à une carrière militaire, et ce n’est que par un heureux hasard que Charles Léandre va pouvoir assouvir ses aspirations artistiques.
Charles Léandre suit les cours de Bourgeois, professeur de dessin:29. À l’occasion d’un voyage en train vers Paris en 1878, sa mère rencontre l’épouse du peintre Émile Bin auprès de laquelle elle se renseigne sur le métier de peintre. Celle-ci lui vante la vie d’artiste et l’encourage à adresser son fils à son mari. Le lendemain Charles Léandre se rend dans l’atelier d’Émile Bin qui l’accueille et devient son professeur pendant deux années. C’est dans l’atelier de Bin qu’il fait ses premières caricatures.
En 1880, Léandre s’inscrit avec son ami Maurice Eliot à l’École des beaux-arts de Paris:15 où ils entrent dans la classe d'Adolphe Yvon, puis d'Alexandre Cabanel. Il y passe des concours et obtient des récompenses : celui du dessin antique en 1883 ou des travaux d’atelier de 1884 à 1886. En 1882, il est reçu au concours du professorat de dessin dans les écoles de la Ville de Paris:124. Il y enseigne jusqu’en 1897.
Après avoir loué ensemble, en 1882, un petit atelier parisien au 31, boulevard de Clichy, Charles Léandre et son ami Eliot emménagent en 1884 dans un atelier près de la place Pigalle au 3, rue Houdon,:36.
Parallèlement à son activité d'enseignement, il poursuit son travail personnel de peintre. Il est admis au Salon des artistes français avec la toile intitulée Fanchon la tricoteuse (1882). Léandre envoie des tableaux et des portraits au Salon des artistes français et se voit récompensé par une mention honorable, en 1888, avec les Mauvais Jours (aujourd’hui au musée de Barcelone). Charles Léandre est récompensé par une médaille de bronze à l’Exposition universelle de 1889 pour une grande huile sur toile : la Mère, ou « Dormio cor meum vigilat »:22.
En 1890, Charles Léandre s’installe au 59, rue Lepic où il louera un atelier et un appartement dans lequel il va demeurer pendant un quart de siècle.
En 1891, Charles Léandre est récompensé par une deuxième médaille au Salon des artistes français, avec les Longs Jours (Domfront-en-Poiraie, musée Charles-Léandre):22. Fin 1896, il devient membre de la Société des peintres-lithographes, réalisant leur première affiche (1897).
En 1900, l’artiste est au sommet de sa carrière : lors de l'Exposition universelle, il fait partie des cinq artistes lithographes sélectionnés pour réaliser deux compositions sur un thème imposé dans le cadre des estampes décoratives des palais centennaux. Léandre obtient une médaille d’or:56. Il est nommé chevalier de la Légion d'honneur en 1900:125.

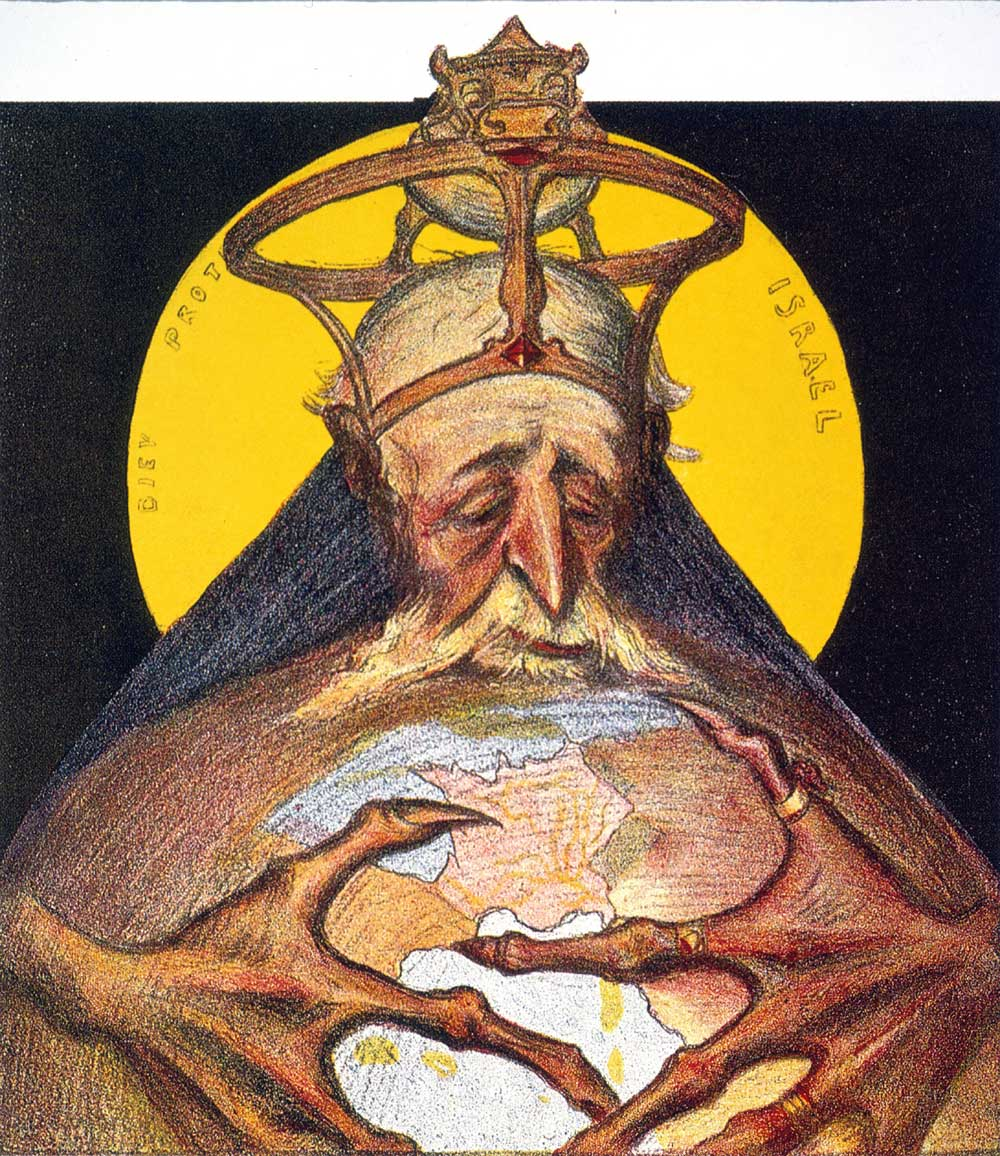
Le roi Rothschild, caricature antisémite pour la une du journal Le Rire (16 avril 1898) publiée pendant l'affaire Dreyfus.

En 1904, il crée la Société des peintres humoristes où siègent, entre autres, Cappiello, Abel Faivre, Poulbot, Forain, Sem, Jules Chéret:151.
En 1921, Léandre obtient la médaille d’honneur de la Société des artistes français, dans la section gravure, une des plus importantes distinctions qu’un artiste puisse obtenir:125. En 1925, Charles Léandre est promu officier de la Légion d'honneur:125.
Il meurt en 1934 à Paris dans son atelier de la rue Caulaincourt.
Membre de la Société des Normands de Paris et très attaché à son terroir, le peintre a toujours passé l’été dans sa maison de Champsecret et a choisi d’y être enterré.

## Caricaturiste, portraitiste  et illustrateur
Caricaturiste de journaux illustrés (Le Chat noir, La Vie moderne, Le Figaro, Le Rire, le Grand Guignol, L'Assiette au beurre), il croqua avec entrain les grands de son époque (la reine Victoria, Clemenceau, Zola et beaucoup d’autres). Selon Théophile Gautier, Charles Léandre savait particulièrement mettre en valeur les « particularités ridicules d’une figure ou d’un individu:40 ». Ses dessins irritent parfois jusqu'à ce que l'on lui conseille plusieurs fois « d’employer son art à des œuvres plus hautes. »[réf. nécessaire]
C’était en effet un portraitiste talentueux et ses œuvres au pastel font référence. Concernant les pastels de Léandre, Émile Bayard dans son ouvrage Caricatures et caricaturistes préfacé par Léandre et publié en 1900 indique que « les pastels de Léandre sont empreints de cette même science d'élégance et de goûts raffinés ; ils nous rappellent les meilleures productions dans le genre, sans écart de l'exécution trop originale et inutile si en faveur aujourd'hui, avec la préoccupation unique de la vérité, pour toucher aussi près que possible à la nature admirable, en dehors de toutes les vaines théories d'expression. »
Il s’y résolut en illustrant des livres, notamment Madame Bovary de Gustave Flaubert, Les dix contes du pays de Caux de Guy de Maupassant, Le gendarme est sans pitié de Georges Courteline, ou les Trois Mousquetaires d’Alexandre Dumas.
Les peintures de Charles Léandre sont essentiellement des paysages aux couleurs douces, marqués d'une certaine nostalgie, ceux de sa Normandie natale, imprégnées aussi parfois de touches impressionnistes, ou des portraits, dans lesquels l’artiste laisse apparaitre parfois ses propres interrogations, ses inquiétudes et l’expression aussi d'une certaine spiritualité rendues par l'atmosphère de ses compositions. Le Chant de la Marie, Les Amoureux, Les Longs Jours ou La Garde Malade, illustrent par exemple cette démarche et cette mélancolie qui apparaissent dans nombre de ces tableaux.[réf. nécessaire]

## Œuvre pendant la Première Guerre mondiale

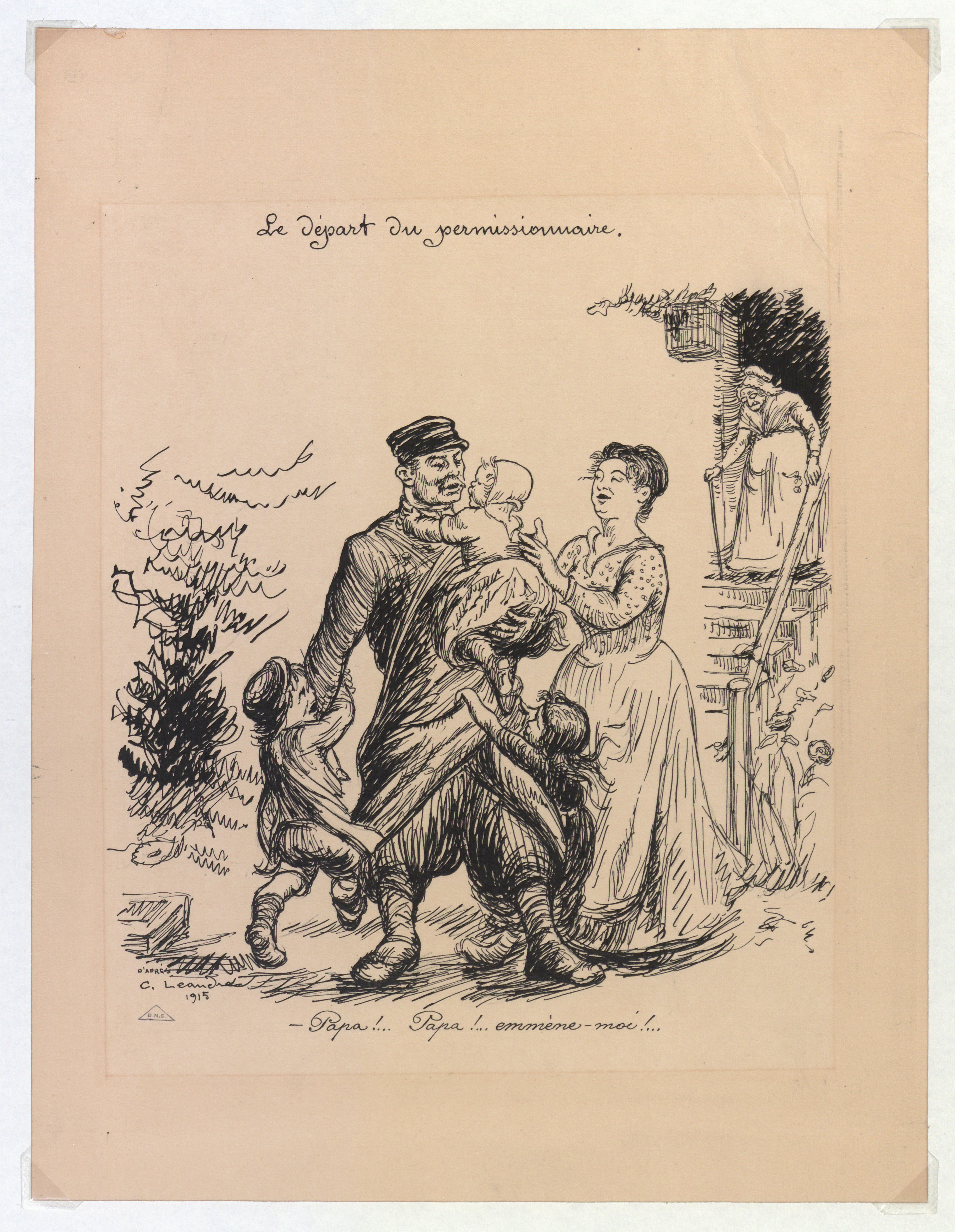
Le départ du permissionnaire. - Papa !...Papa !... emmène-moi ! (1915), La Contemporaine.

Lorsque survient la Première Guerre mondiale, Charles Léandre est trop âgé pour agir directement au front. Il décide alors de mettre « son talent au service de la France. »
Il met donc en œuvre son talent d'illustrateur et produit de nombreuses illustrations pour Le Rire Rouge ou La Baïonnette, et crée quelques affiches telles que la Journée du Calvados, la Journée de l'Orne et la Journée du Poilu. Il produit également une série de planches lithographiées dont La Première victime ou La Charité, qui reprend le sujet d'un tableau important conservé à Flers de l'Orne : La Bête monstrueuse et les Belles Alliées, La Folie de la Guerre, qui fait penser à une estampe de Dürer, et passe pour une horrible hallucination. Enfin, il crée une série de vingt-quatre estampes intitulée Jours de Guerre et de Paix, et dessine également pour un recueil de poésies de Pierre Chapelle (Camouflets : dix sonnets écrits à la Guerre de 1917), de nombreux dessins et tableaux fantasmagoriques dans lesquels il s'attache à traduire certaines scènes excessivement dramatiques. 
Dans La Guerre et la Paix, une immense lithographie, Léandre "donne la pleine mesure de son art". D'un côté Jésus sur une colline encourage les hommes au travail des champs et observe un paysan qui pousse sa charrue, tandis que les femmes bercent leurs petits, des amoureux s'enlacent et de la fumée s'échappe des cheminées du village. De l'autre côté, l'Esprit du Mal brandit une torche et excite les hommes à la bataille, les faisant s'entretuer, brûle leurs maisons, détruit les récoltes. 

### Rétrospectives
En 1999, la Ville de Condé-sur-Noireau, aidée par la région et le département, a acquis la collection du pharmacien Henri Buron, ancien conservateur et propriétaire d’un musée Charles Léandre de Montreuil-Bellay:2 ; l'actuel musée Charles Léandre a été créé pour accueillir ces 250 œuvres : pastels, peintures, dessins originaux, lithographies, sculptures, affiches, en plus de 70 ouvrages illustrés et d’un fonds documentaire composé de lettres autographes, journaux satiriques, cartes postales et photographies.
La 2e partie de la collection Buron et le fonds d'atelier provenant de la succession de l'artiste ont fait l'objet d'une vente qui s’est déroulée à Bayeux le 16 avril 2017.
À Paris, le musée de Montmartre lui a consacré une rétrospective du 4 octobre 2007 au 20 janvier 2008.

## Œuvres

### Dessin
- Croquis d’audience[17], Laval, musée du vieux château.
- Portrait caricatural de Toulouse-Lautrec, Strasbourg, cabinet des estampes et des dessins.
- Caricature du docteur Gachet, assis devant une table, Paris, musée du Louvre.
- Portrait-charge de Mme Humbert, dans le rôle de Casque d’Or, Paris, musée du Louvre.
- Portrait-charge de Paul Déroulède sacrant chevalier le comédien Coquelin, Paris, musée du Louvre.

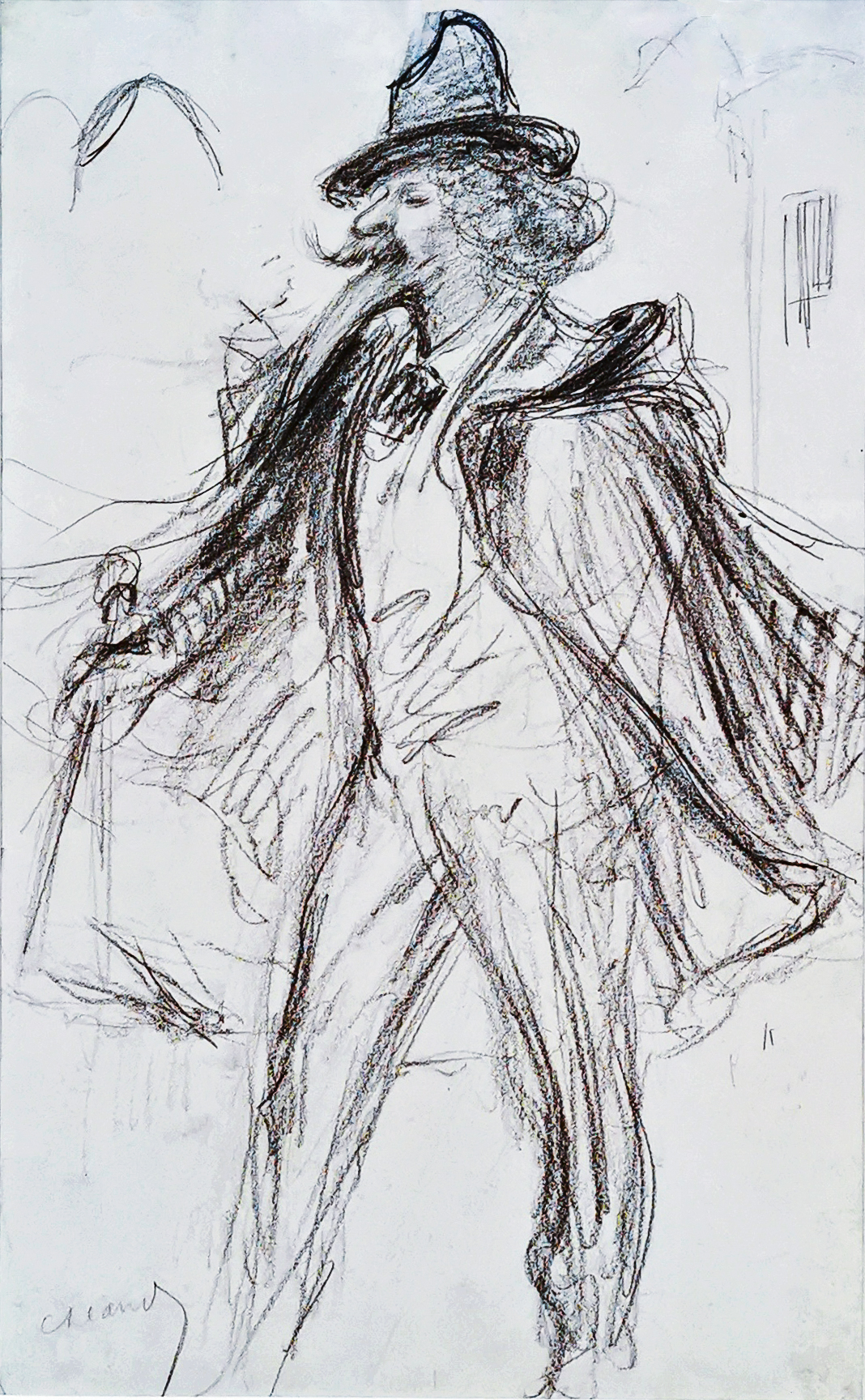
Portrait de Zo d'Axa, collection privée.

### Peinture
- La Résignée, mariée normande, musée des Beaux-Arts de Caen.
- Paysanne normande. Mme Bonhomme mère, musée des Beaux-Arts de Caen.
- Portrait des nièces de l’artiste, pastel, Coutances, musée Quesnel-Morinière.
- Portrait de Jeanne Daireaux, huile sur toile, Coutances, musée Quesnel-Morinière.
- Enfant en marin, pastel, musée de Vire.
- Les Longs Jours, 1886, musée de Domfront.
- La Bonne dame normande, huile sur toile, 115,5 × 63 cm, musée des Beaux-Arts de Dijon.
- La Vieille modiste, musée du château de Flers.
- La Chanson de la mariée, musée du château de Flers.

### Sculpture
- Rodin satyre, Paris, musée Rodin.

### Illustration
- La Famille Cardinal de Ludovic Halevy, Paris, E. Testard, 1893.
- Deux contes du bûcheron de Paul Arène, Paris-Noël 1893-1894, p. 3.
- Galerie des artistes modernes, reproduite dans Les Maîtres de l'affiche (1895-1900).
- Carte postale artistique pour la collection des cent.
- Autre temps d'Edmond Haraucourt, Paris, pour les Bibliophiles du Cornet, 1930.
- Madame Bovary, Paris, Auguste Blaizot & fils, 1931.

Œuvres de Charles Léandre
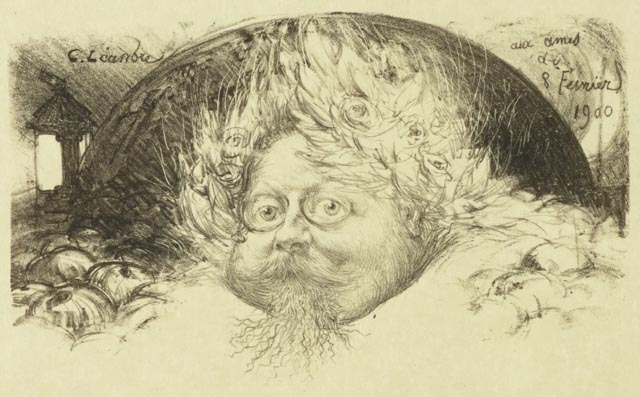
Autoportrait (1900), Ottawa, Musée des beaux-arts du Canada.
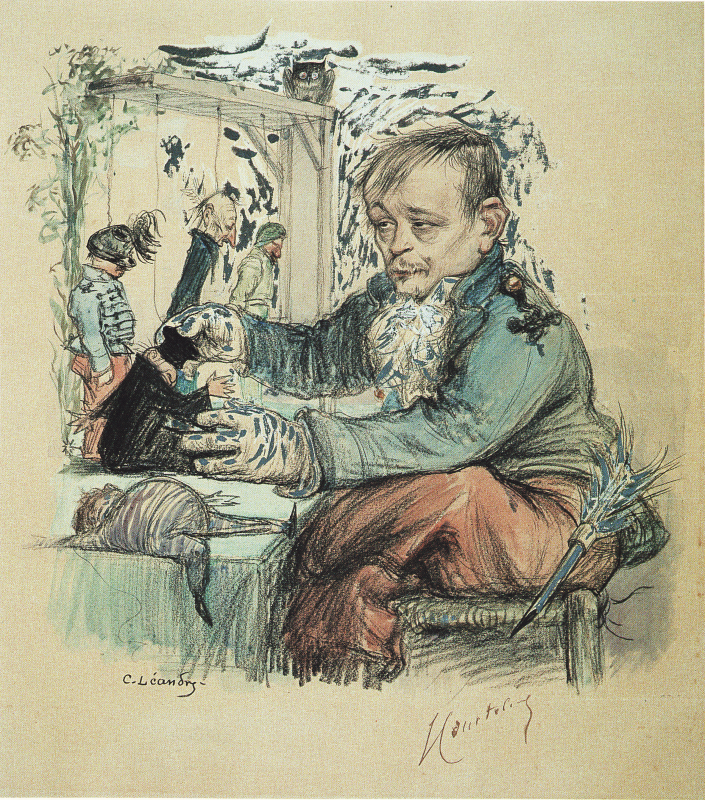
Courteline, Condé-sur-Noireau, musée Charles Léandre.
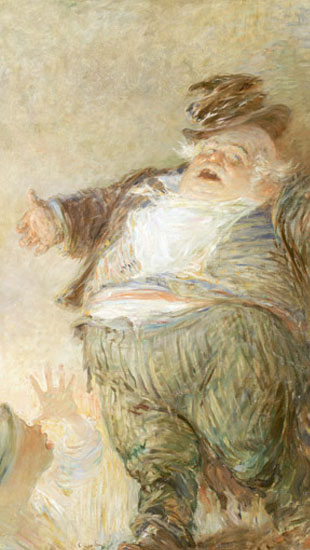
Le Discours du maire, Condé-sur-Noireau, musée Charles Léandre.
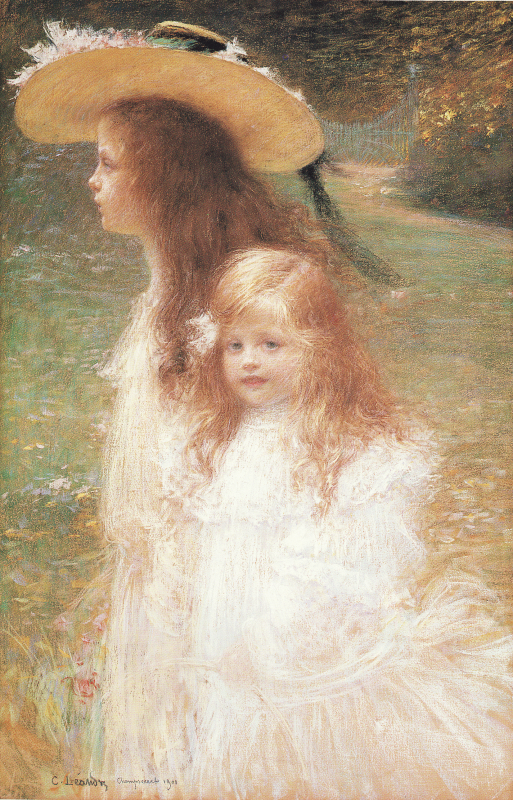
Jeanne et Madeleine Lemoine (1901), Coutances, musée Quesnel-Morinière.
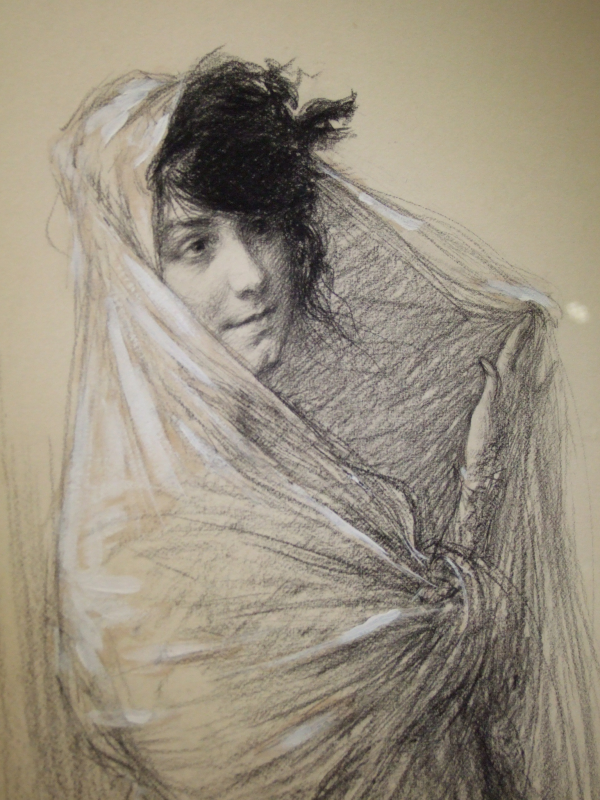
Jeune fille au châle, Condé-sur-Noireau, musée Charles Léandre.
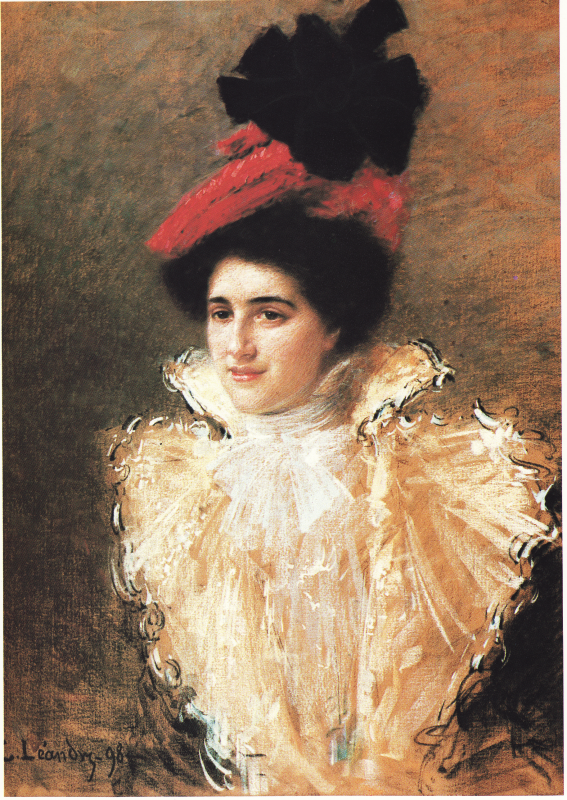
L'Élégante au chapeau rouge (1898), , Condé-sur-Noireau, musée Charles Léandre.
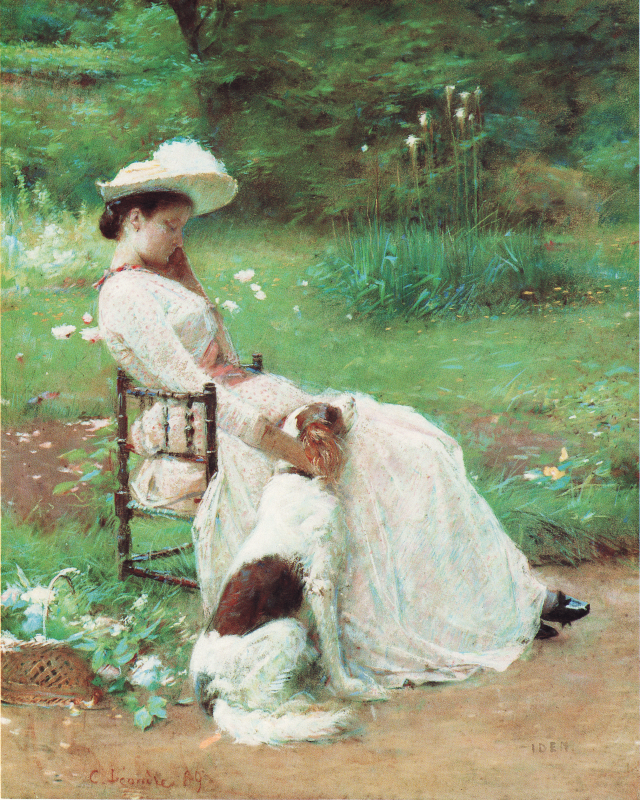
La Femme au chien (1904), Condé-sur-Noireau, musée Charles Léandre.
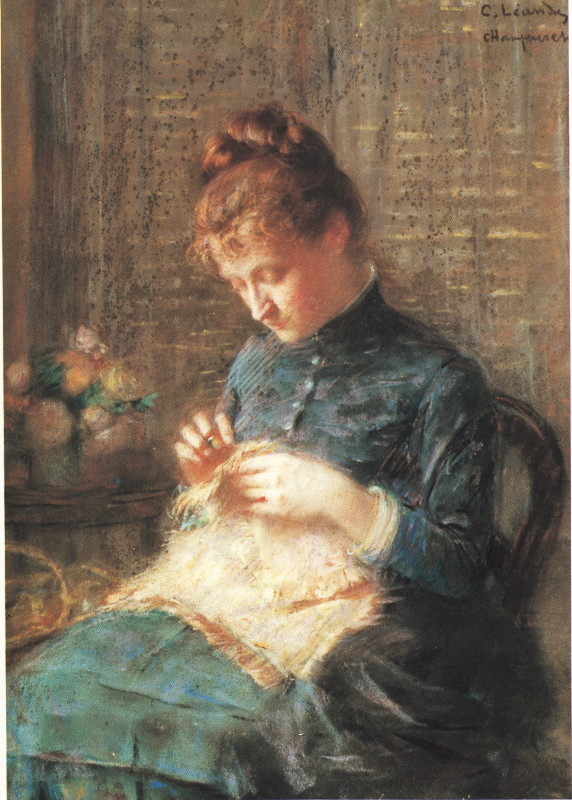
La Mère du peintre, Condé-sur-Noireau, musée Charles Léandre.
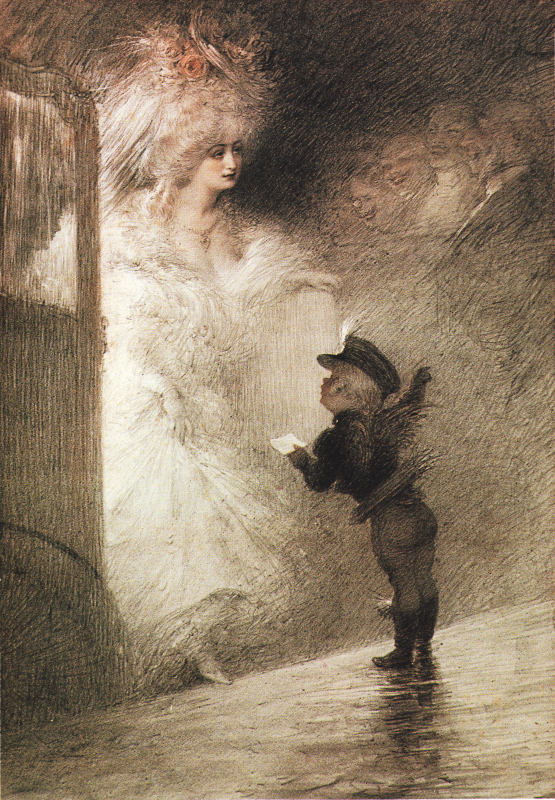
Le Petit Messager, Condé-sur-Noireau, musée Charles Léandre.
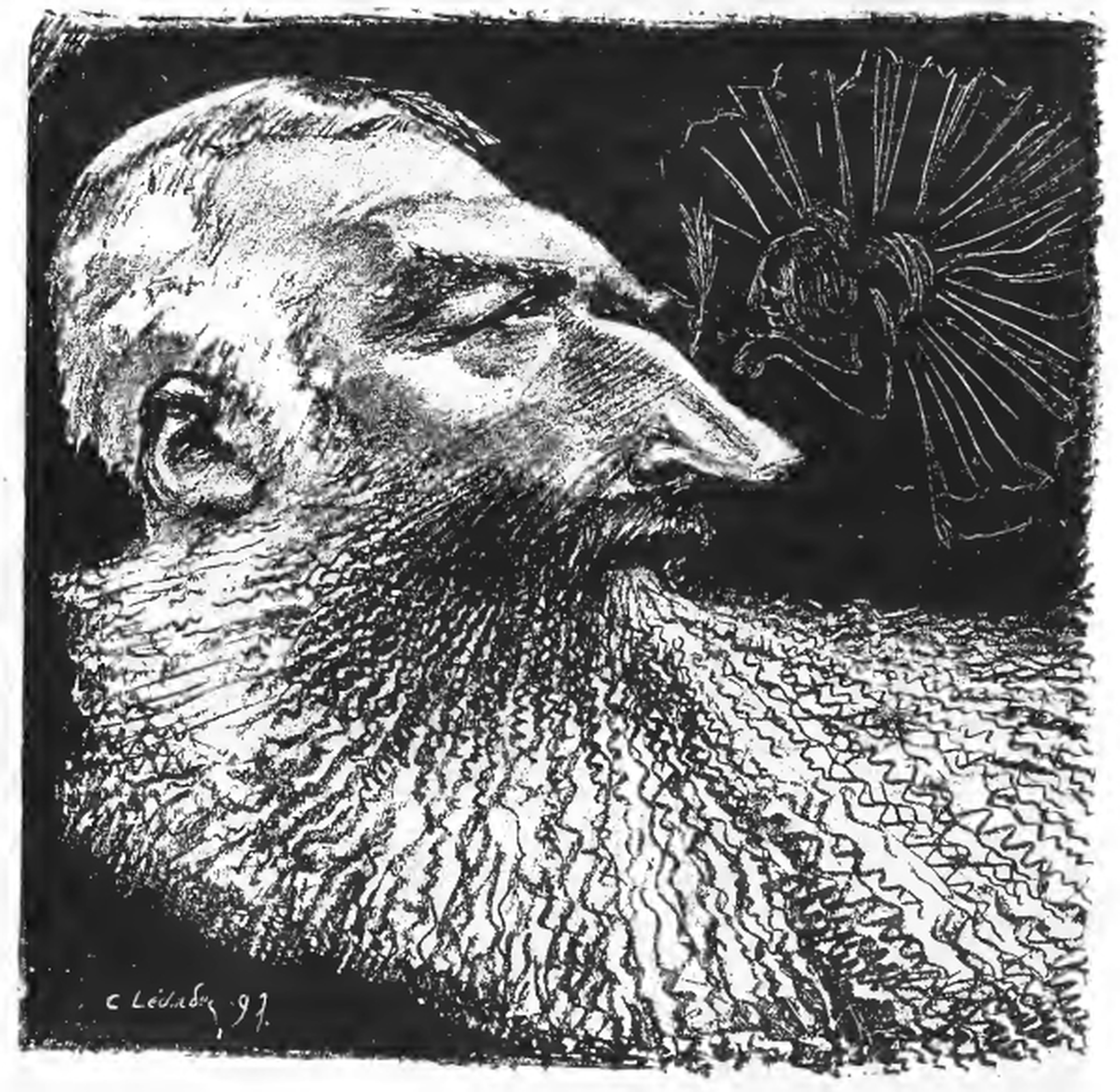
Léopold roi des Belges, musée du Louvre.
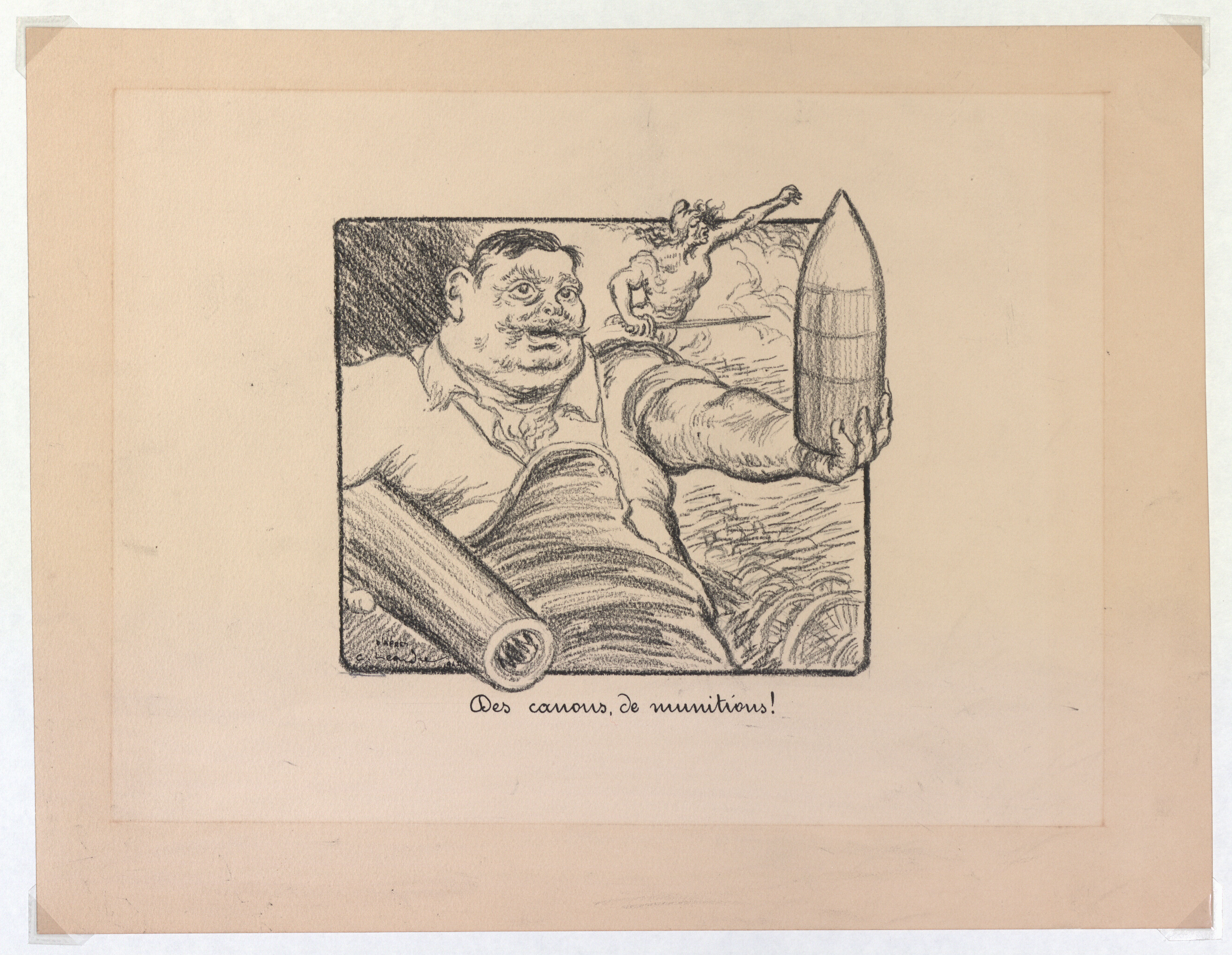
Des  canons, des munitions ! (1915), La Contemporaine
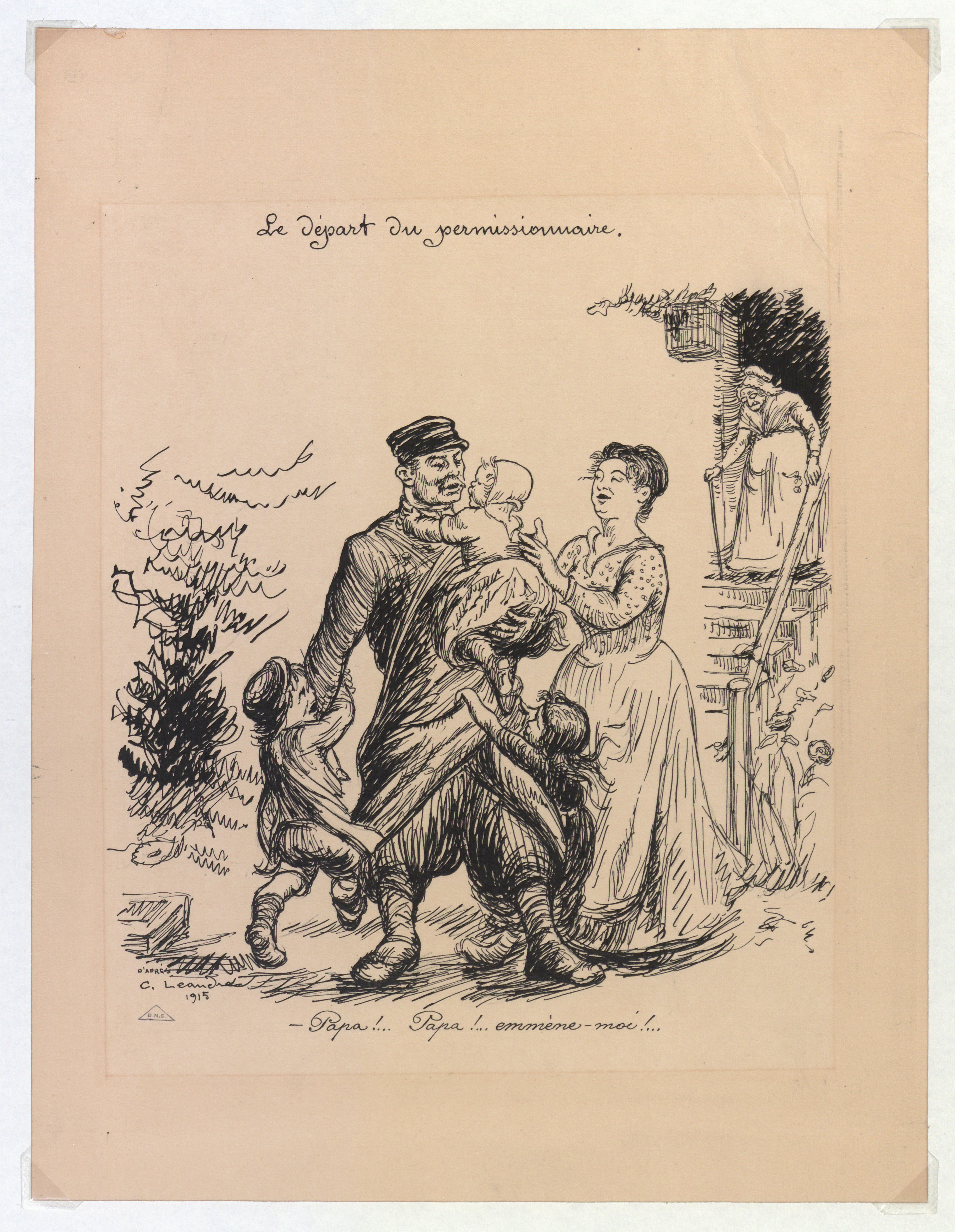
Le  départ du permissionnaire. - Papa !...Papa !... emmène-moi ! (1915), La Contemporaine